# تيس هينلي
تيس هينلي (بالإنجليزية: Tess Henley)‏ هي ملحنة ومغنية ومغنية مؤلفة أمريكية، ولدت في 31 أكتوبر 1987 في كينت في الولايات المتحدة.

## وصلات خارجية
- الموقع الرسمي
- تيس هينلي على موقع ميوزك برينز (الإنجليزية)
- تيس هينلي على موقع أول ميوزيك (الإنجليزية)
- تيس هينلي على موقع ديسكوغز (الإنجليزية)